# Joy Denalane/Diskografie
Diese Diskografie ist eine Übersicht über die musikalischen Werke der deutschen R&B- und Soulsängerin Joy Denalane. Den Schallplattenauszeichnungen zufolge hat sie bisher mehr als 250.000 Tonträger verkauft. Ihre erfolgreichste Veröffentlichung ist das Debütalbum Mamani mit über 150.000 verkauften Einheiten.

## Alben

### Studioalben
| Jahr | Titel Musiklabel                            | Höchstplatzierung, Gesamtwochen, AuszeichnungChartplatzierungen (Jahr, Titel, Musiklabel, Platzierungen, Wochen, Auszeichnungen, Anmerkungen) | Höchstplatzierung, Gesamtwochen, AuszeichnungChartplatzierungen (Jahr, Titel, Musiklabel, Platzierungen, Wochen, Auszeichnungen, Anmerkungen) | Höchstplatzierung, Gesamtwochen, AuszeichnungChartplatzierungen (Jahr, Titel, Musiklabel, Platzierungen, Wochen, Auszeichnungen, Anmerkungen) | Anmerkungen                                                                                      |
| Jahr | Titel Musiklabel                            | DE | AT | CH | Anmerkungen                                                                                      |
| ---- | ------------------------------------------- | --- | --- | --- | ------------------------------------------------------------------------------------------------ |
| 2002 | Mamani Four Music (Sony)                    | DE8 Gold · (30 Wo.)DE | AT44 (5 Wo.)AT | CH54 (5 Wo.)CH | Erstveröffentlichung: 3. Juni 2002 Verkäufe: + 150.000                                           |
| 2006 | Born & Raised Nesola (Sony BMG)             | DE2 Gold · (13 Wo.)DE | AT42 (4 Wo.)AT | CH5 (9 Wo.)CH | Erstveröffentlichung: 11. August 2006 Verkäufe: + 100.000                                        |
| 2011 | Maureen Nesola (Sony)                       | DE8 (9 Wo.)DE | AT36 (3 Wo.)AT | CH11 (6 Wo.)CH | Erstveröffentlichung: 20. Mai 2011 (DE-Version) Erstveröffentlichung: 30. März 2012 (EN-Version) |
| 2017 | Gleisdreieck Nesola (UMG)                   | DE8 (5 Wo.)DE | AT36 (1 Wo.)AT | CH25 (2 Wo.)CH | Erstveröffentlichung: 3. März 2017                                                               |
| 2020 | Let Yourself Be Loved Vertigo Records (UMG) | DE5 (8 Wo.)DE | — | CH22 (3 Wo.)CH | Erstveröffentlichung: 4. September 2020                                                          |
| 2023 | Willpower Four Music (Sony)                 | DE33 (1 Wo.)DE | — | — | Erstveröffentlichung: 6. Oktober 2023                                                            |

### Gemeinschaftsalben
| Jahr | Titel Musiklabel                                | Höchstplatzierung, Gesamtwochen, AuszeichnungChartplatzierungen (Jahr, Titel, Musiklabel, Platzierungen, Wochen, Auszeichnungen, Anmerkungen) | Höchstplatzierung, Gesamtwochen, AuszeichnungChartplatzierungen (Jahr, Titel, Musiklabel, Platzierungen, Wochen, Auszeichnungen, Anmerkungen) | Höchstplatzierung, Gesamtwochen, AuszeichnungChartplatzierungen (Jahr, Titel, Musiklabel, Platzierungen, Wochen, Auszeichnungen, Anmerkungen) | Anmerkungen                                                                                           |
| Jahr | Titel Musiklabel                                | DE | AT | CH | Anmerkungen                                                                                           |
| ---- | ----------------------------------------------- | --- | --- | --- | --- |
| 2008 | The Dresden Soul Symphony Four Music (Sony BMG) | — | — | — | Erstveröffentlichung: 24. Oktober 2008 MDR-Sinfonieorchester feat. Bilal, Joy Denalane, Dwele & Tweet |
| 2024 | Alles Liebe Four Music (Sony)                   | DE5 (2 Wo.)DE | AT57 (1 Wo.)AT | CH22 (1 Wo.)CH | Erstveröffentlichung: 1. November 2024 mit Max Herre                                                  |

### Livealben
| Jahr | Titel Musiklabel                    | Höchstplatzierung, Gesamtwochen, AuszeichnungChartplatzierungen (Jahr, Titel, Musiklabel, Platzierungen, Wochen, Auszeichnungen, Anmerkungen) | Höchstplatzierung, Gesamtwochen, AuszeichnungChartplatzierungen (Jahr, Titel, Musiklabel, Platzierungen, Wochen, Auszeichnungen, Anmerkungen) | Höchstplatzierung, Gesamtwochen, AuszeichnungChartplatzierungen (Jahr, Titel, Musiklabel, Platzierungen, Wochen, Auszeichnungen, Anmerkungen) | Anmerkungen                            |
| Jahr | Titel Musiklabel                    | DE | AT | CH | Anmerkungen                            |
| ---- | ----------------------------------- | --- | --- | --- | -------------------------------------- |
| 2004 | Mamani – Live Four Music (Sony BMG) | DE44 (2 Wo.)DE | — | — | Erstveröffentlichung: 18. Oktober 2004 |

## Singles

### Als Leadmusikerin
| Jahr | Titel Album                                           | Höchstplatzierung, Gesamtwochen, AuszeichnungChartplatzierungen (Jahr, Titel, Album, Platzierungen, Wochen, Auszeichnungen, Anmerkungen) | Höchstplatzierung, Gesamtwochen, AuszeichnungChartplatzierungen (Jahr, Titel, Album, Platzierungen, Wochen, Auszeichnungen, Anmerkungen) | Höchstplatzierung, Gesamtwochen, AuszeichnungChartplatzierungen (Jahr, Titel, Album, Platzierungen, Wochen, Auszeichnungen, Anmerkungen) | Anmerkungen                                                           |
| Jahr | Titel Album                                           | DE | AT | CH | Anmerkungen                                                           |
| ---- | ----------------------------------------------------- | --- | --- | --- | --------------------------------------------------------------------- |
| 1999 | Can’t Stop Won’t Stop –                               | — | — | — | Erstveröffentlichung: 3. Mai 1999 feat. Scorpio                       |
| 1999 | Time Heals the Pain –                                 | — | — | — | Erstveröffentlichung: 25. Dezember 1999                               |
| 2001 | Sag’s mir Mamani                                      | — | — | — | Erstveröffentlichung: 20. August 2001                                 |
| 2002 | Geh jetzt Mamani                                      | DE64 (4 Wo.)DE | — | — | Erstveröffentlichung: 6. Mai 2002                                     |
| 2002 | Was auch immer Mamani                                 | DE86 (1 Wo.)DE | — | — | Erstveröffentlichung: 23. September 2002                              |
| 2003 | Im Ghetto von Soweto (Auntie’s House) Mamani          | — | — | — | Erstveröffentlichung: 17. Februar 2003 feat. Hugh Masekela            |
| 2003 | Kinderlied Mamani                                     | — | — | — | Erstveröffentlichung: 12. Mai 2003                                    |
| 2004 | Höchste Zeit (Live) Mamani – Live                     | — | — | — | Erstveröffentlichung: 4. Oktober 2004                                 |
| 2006 | Let Go Born & Raised                                  | DE45 (9 Wo.)DE | — | CH46 (4 Wo.)CH | Erstveröffentlichung: 16. Juni 2006                                   |
| 2006 | Heaven or Hell Born & Raised                          | — | — | — | Erstveröffentlichung: 6. Oktober 2006 feat. Raekwon                   |
| 2006 | Change Born & Raised                                  | — | — | — | Erstveröffentlichung: 23. Oktober 2006 feat. Lupe Fiasco              |
| 2007 | Sometimes Love Born & Raised                          | — | — | — | Erstveröffentlichung: 9. März 2007                                    |
| 2011 | Niemand (was wir nicht tun) Maureen                   | — | — | — | Erstveröffentlichung: 13. Mai 2011                                    |
| 2011 | Nie wieder, nie mehr Maureen                          | — | — | — | Erstveröffentlichung: 15. August 2011 feat. Julian Williams           |
| 2012 | No More Maureen                                       | — | — | — | Erstveröffentlichung: 12. März 2012                                   |
| 2015 | Keine Religion –                                      | DE97 (1 Wo.)DE | — | — | Erstveröffentlichung: 20. Februar 2015                                |
| 2015 | Wieder Kind –                                         | — | — | — | Erstveröffentlichung: 2. Juni 2018 feat. BRKN                         |
| 2020 | I Believe Let Yourself Be Loved                       | — | — | — | Erstveröffentlichung: 8. Juli 2020 feat. BJ the Chicago Kid           |
| 2020 | Top of My Life Let Yourself Be Loved                  | — | — | — | Erstveröffentlichung: 29. Juli 2020                                   |
| 2020 | I Gotta Know Let Yourself Be Loved                    | — | — | — | Erstveröffentlichung: 20. August 2020                                 |
| 2020 | Be Here in the Morning Let Yourself Be Loved          | — | — | — | Erstveröffentlichung: 27. August 2020 feat. C.S. Armstrong            |
| 2020 | Wounded Love Let Yourself Be Loved                    | — | — | — | Erstveröffentlichung: 2. Dezember 2020                                |
| 2021 | Use Me Let Yourself Be Loved (Deluxe Edition)         | — | — | — | Erstveröffentlichung: 30. März 2021                                   |
| 2021 | The Show Let Yourself Be Loved (Deluxe Edition)       | — | — | — | Erstveröffentlichung: 28. Mai 2021                                    |
| 2021 | Forever Let Yourself Be Loved (Deluxe Edition)        | — | — | — | Erstveröffentlichung: 16. Juli 2021                                   |
| 2022 | An meiner Seite –                                     | — | — | — | Erstveröffentlichung: 2. November 2022                                |
| 2022 | Christmas Will Really Be Christmas –                  | — | — | — | Erstveröffentlichung: 18. November 2022                               |
| 2023 | Hideaway Willpower                                    | — | — | — | Erstveröffentlichung: 4. August 2023                                  |
| 2023 | Happy Willpower                                       | — | — | — | Erstveröffentlichung: 15. September 2023                              |
| 2023 | Fly By Willpower                                      | — | — | — | Erstveröffentlichung: 4. Oktober 2023                                 |
| 2023 | The Christmas Song –                                  | — | — | — | Erstveröffentlichung: 24. November 2023 Original: The King Cole Trio  |
| 2024 | Alles Liebe                                           | — | — | — | Erstveröffentlichung: 26. April 2024 mit Max Herre                    |
| 2024 | Bisschen mehr als Freundschaft / Auf Tour Alles Liebe | — | — | — | Erstveröffentlichung: 31. Mai 2024 mit Max Herre                      |
| 2024 | Mmina Tau Alles Liebe                                 | — | — | — | Erstveröffentlichung: 23. August 2024 mit Max Herre                   |
| 2024 | Réunion Alles Liebe                                   | — | — | — | Erstveröffentlichung: 20. September 2024 mit Max Herre                |
| 2024 | Skyline Alles Liebe                                   | — | — | — | Erstveröffentlichung: 18. Oktober 2024 mit Max Herre feat. Summer Cem |

### Als Gastmusikerin
| Jahr | Titel Album                                             | Höchstplatzierung, Gesamtwochen, AuszeichnungChartplatzierungen (Jahr, Titel, Album, Platzierungen, Wochen, Auszeichnungen, Anmerkungen) | Höchstplatzierung, Gesamtwochen, AuszeichnungChartplatzierungen (Jahr, Titel, Album, Platzierungen, Wochen, Auszeichnungen, Anmerkungen) | Höchstplatzierung, Gesamtwochen, AuszeichnungChartplatzierungen (Jahr, Titel, Album, Platzierungen, Wochen, Auszeichnungen, Anmerkungen) | Anmerkungen                                                                                                |
| Jahr | Titel Album                                             | DE | AT | CH | Anmerkungen                                                                                                |
| --- | ------------------------------------------------------- | --- | --- | --- | --- |
| 1998 | Happy Birthday –                                        | — | — | — | Erstveröffentlichung: 14. Dezember 1998 als Teil der Birthday Allstars                                     |
| 1999 | Mit dir Esperanto                                       | DE9 (19 Wo.)DE | AT30 (6 Wo.)AT | CH12 (13 Wo.)CH | Erstveröffentlichung: 5. Juli 1999 Freundeskreis feat. Joy Denalane                                        |
| 2000 | Tabula Rasa Pt. II Esperanto                            | DE30 (9 Wo.)DE | — | CH24 (13 Wo.)CH | Erstveröffentlichung: 4. Februar 2000 Freundeskreis feat. Andres, Joy Denalane, Gentleman, Sékou & Tommy W |
| 2002 | So Many Men –                                           | — | — | — | Erstveröffentlichung: 2002 Youssou N’Dour feat. Joy Denalane                                               |
| 2004 | 1ste Liebe Max Herre                                    | DE33 (10 Wo.)DE | — | — | Erstveröffentlichung: 30. August 2004 Max Herre feat. Joy Denalane                                         |
| 2005 | Go! (Jazzanova Remix) –                                 | — | — | — | Erstveröffentlichung: 14. Oktober 2005 Common feat. Joy Denalane                                           |
| 2014 | Do They Know It’s Christmas? (Deutsche Version) –       | DE1 (5 Wo.)DE | AT10 (3 Wo.)AT | CH21 (2 Wo.)CH | Erstveröffentlichung: 21. November 2014 als Teil von Band Aid 30 Germany                                   |
| 2015 | Rap & Soul (Remix) –                                    | — | — | — | Erstveröffentlichung: 19. Oktober 2015 Chefket feat. Joy Denalane, Max Herre & Xatar                       |
| 2019 | Bathelele African Legends                               | — | — | — | Erstveröffentlichung: 24. Mai 2019 Mafikizolo feat. Joy Denalane                                           |
| 2019 | Das Wenigste Athen                                      | — | — | — | Erstveröffentlichung: 30. August 2019 Max Herre feat. Joy Denalane                                         |
| 2020 | What You Give Worshippers                               | — | — | — | Erstveröffentlichung: 14. Februar 2020 Web Web feat. Joy Denalane                                          |
| 2022 | A Change Is Gonna Come America                          | — | — | — | Erstveröffentlichung: 21. Januar 2022 Daniel Hope feat. Sam Cooke, Joy Denalane & Sylvia Thereza           |
| 2022 | Golden It Takes a Village                               | — | — | — | Erstveröffentlichung: 31. März 2022 Noah Slee feat. Joy Denalane                                           |
| Folgende Lieder erschienen nicht als Single, wurden aber durch das Album zum Download und Streaming bereitgestellt und konnten somit eine Platzierung erlangen: |                                                         | | | | |
| |                                                         | | | | |
| 2013 | Mit dir (MTV Unplugged) MTV Unplugged Kahedi Radio Show | DE92 (1 Wo.)DE | — | — | Charteinstieg: 27. Dezember 2013 Max Herre feat. Joy Denalane                                              |

## Videoalben und Musikvideos

### Videoalben
| Jahr | Titel Musiklabel                    | Anmerkungen                                                                                |
| ---- | ----------------------------------- | ------------------------------------------------------------------------------------------ |
| 2004 | Mamani – Live Four Music (Sony BMG) | Erstveröffentlichung: 18. Oktober 2004 Verkäufe werden in DE/CH dem Livealbum hinzuaddiert |

### Musikvideos
| Jahr | Titel                                           | Regisseur(e)                  |
| ---- | ----------------------------------------------- | ----------------------------- |
| 1999 | Mir dir                                         |                               |
| 2000 | Tabula Rasa Pt. II                              | Zoran Bihać                   |
| 2001 | Sag’s mir                                       |                               |
| 2002 | Geh jetzt                                       |                               |
| 2002 | Was auch immer                                  |                               |
| 2003 | Im Ghetto von Soweto (Auntie’s House)           |                               |
| 2004 | 1ste Liebe                                      | Matthias Freier               |
| 2005 | Was auch immer                                  | Daniel Harder                 |
| 2006 | Let Go                                          |                               |
| 2006 | Heaven or Hell                                  |                               |
| 2006 | Change                                          |                               |
| 2007 | Sometimes Love                                  | Kai Branss                    |
| 2011 | Niemand (was wir nicht tun)                     | Bode Brodmüller, Justin Izumi |
| 2011 | Nie wieder, nie mehr                            |                               |
| 2012 | No More                                         |                               |
| 2014 | Do They Know It’s Christmas? (Deutsche Version) | Paul Ripke                    |
| 2015 | Keine Religion                                  | Justin Izumi                  |
| 2016 | Hologramm                                       | Henrik Alm                    |
| 2017 | Alles leuchtet                                  | Tarren Johnson                |
| 2019 | Das Wenigste                                    | LeonelRuben                   |
| 2020 | I Believe                                       | Henrik Alm                    |
| 2020 | Be Here in the Morning                          | Henrik Alm                    |
| 2020 | Someday at Christmas                            | Henrik Alm                    |
| 2021 | Use Me                                          | Sékou Neblett                 |
| 2021 | Forever                                         | Sékou Neblett                 |
| 2021 | Still It Ain’t You                              | Sékou Neblett                 |
| 2023 | Hideaway                                        | Gabriela Alatorre, Henrik Alm |
| 2023 | Happy                                           | Imraanchristian               |
| 2023 | Fly By                                          | Gabriela Alatorre, Henrik Alm |
| 2024 | Alles Liebe                                     | Max Herre                     |
| 2024 | Auf Tour                                        | Max Herre                     |
| 2024 | Bisschen mehr als Freundschaft                  | Henrik Alm                    |
| 2024 | Skyline                                         | Henrik Alm                    |

## Sonderveröffentlichungen

### Alben
| Jahr | Titel Musiklabel                                                        | Anmerkungen                                            |
| ---- | ----------------------------------------------------------------------- | ------------------------------------------------------ |
| 2024 | Joy Denalane bei Sing meinen Song, Vol. 11 Music for Millions (Tonpool) | Erstveröffentlichung: 17. Mai 2024 Mini-TV-Kompilation |

### Lieder
| Jahr | Titel Album                                                                     | Anmerkungen                                                                                               |
| ---- | ------------------------------------------------------------------------------- | --- |
| 1999 | Mit dir Esperanto                                                               | Erstveröffentlichung: 20. April 1999 Freundeskreis feat. Joy Denalane                                     |
| 1999 | Tabula Rasa Pt. II Esperanto                                                    | Erstveröffentlichung: 20. April 1999 Freundeskreis feat. Andres, Joy Denalane, Gentleman, Sékou & Tommy W |
| 2000 | Nicht allein (Absolut nicht allein Remix) Bambule: Boombule – The Remixed Album | Erstveröffentlichung: 12. Juni 2000 Absolute Beginner feat. Joy Denalane                                  |
| 2001 | Kuckt ma’ wer da rollt Made in Germany                                          | Erstveröffentlichung: 25. Juni 2001 Afrob feat. Joy Denalane                                              |
| 2001 | Music Ral9005                                                                   | Erstveröffentlichung: 30. Juli 2001 Tiefschwarz feat. Joy Denalane                                        |
| 2002 | Torch of Freedom Infracom! Presents re:jazz                                     | Erstveröffentlichung: 14. Oktober 2002 re:jazz feat. Joy Denalane                                         |
| 2004 | 1ste Liebe Max Herre                                                            | Erstveröffentlichung: 13. September 2004 Max Herre feat. Joy Denalane                                     |
| 2005 | Soulmate Hammer                                                                 | Erstveröffentlichung: 28. Februar 2005 Afrob feat. Joy Denalane                                           |
| 2007 | Arouna Djin Djin                                                                | Erstveröffentlichung: 27. April 2007 Angélique Kidjo feat. Joy Denalane                                   |
| 2007 | À 2 contre tous Evolution                                                       | Erstveröffentlichung: 12. Oktober 2007 Passi feat. Joy Denalane                                           |
| 2007 | Ich geh für dich Blockschrift                                                   | Erstveröffentlichung: 7. Dezember 2007 Azad feat. Joy Denalane                                            |
| 2010 | How Long Will It Last? You Need This Music                                      | Erstveröffentlichung: 26. Oktober 2010 Nottz feat. Joy Denalane                                           |
| 2013 | Fliegen davon Endlich unendlich                                                 | Erstveröffentlichung: 8. März 2013 Megaloh feat. Joy Denalane                                             |
| 2014 | To Love Somebody Here I Am                                                      | Erstveröffentlichung: 4. April 2014 Andreas Kümmert feat. Joy Denalane; Original: Bee Gees                |
| 2014 | As Time Goes By The Movie Album                                                 | Erstveröffentlichung: 26. September 2014 Till Brönner feat. Joy Denalane; Original: Frances Williams      |
| 2016 | Schlechter Schlaf Regenmacher                                                   | Erstveröffentlichung: 4. März 2016 Megaloh feat. Joy Denalane                                             |
| 2016 | Lauf der Dinge Der Holland Job                                                  | Erstveröffentlichung: 12. August 2016 Coup (Haftbefehl & Xatar) feat. Joy Denalane                        |
| 2016 | Luzifer Fukk Genetikk                                                           | Erstveröffentlichung: 2. Dezember 2016 Genetikk feat. Joy Denalane                                        |
| 2017 | Nach Hause Platz an der Sonne                                                   | Erstveröffentlichung: 22. September 2017 BSMG feat. Joy Denalane                                          |
| 2019 | Raum                                                                            | Erstveröffentlichung: 1. April 2019 Ahzumjot feat. BLVTH, Joy Denalane & Chima Ede                        |
| 2019 | Bathelele African Legends                                                       | Erstveröffentlichung: 26. Juli 2019 Mafikizolo feat. Joy Denalane                                         |
| 2019 | Das Wenigste Athen                                                              | Erstveröffentlichung: 8. November 2019 Max Herre feat. Joy Denalane                                       |
| 2019 | Ich war noch nie in Paris Abschied von Gestern                                  | Erstveröffentlichung: 22. November 2019 Afrob feat. Joy Denalane                                          |
| 2020 | Free A.M., Pt. 1 Worshippers                                                    | Erstveröffentlichung: 28. Februar 2020 Web Web feat. Joy Denalane                                         |
| 2020 | Two Faces Lost Worshippers                                                      | Erstveröffentlichung: 28. Februar 2020 Web Web feat. Joy Denalane                                         |
| 2020 | The Upper, Pt. 1 & 2 Worshippers                                                | Erstveröffentlichung: 28. Februar 2020 Web Web feat. Joy Denalane                                         |
| 2020 | What You Give Worshippers                                                       | Erstveröffentlichung: 28. Februar 2020 Web Web feat. Joy Denalane                                         |
| 2020 | Berlin – Tel Aviv Hope@Home                                                     | Erstveröffentlichung: 14. August 2020 Daniel Hope feat. Joy Denalane, Max Herre & Christoph Israel        |
| 2020 | This Bitter Earth / On the Nature of Daylight Hope@Home                         | Erstveröffentlichung: 14. August 2020 Daniel Hope feat. Joy Denalane & Christoph Israel                   |
| 2021 | Mary J 2.0 Chronika 2.0                                                         | Erstveröffentlichung: 26. November 2021 Dean Dawson feat. Joy Denalane                                    |
| 2022 | A Change Is Gonna Come America                                                  | Erstveröffentlichung: 4. Februar 2022 Daniel Hope feat. Sam Cooke, Joy Denalane & Sylvia Thereza          |
| 2022 | Golden It Takes a Village                                                       | Erstveröffentlichung: 29. April 2022 Noah Slee feat. Joy Denalane                                         |

| Jahr | Titel Album                                                              | Anmerkungen                                                               |
| ---- | ------------------------------------------------------------------------ | ------------------------------------------------------------------------- |
| 2017 | Was auch immer Sesamstraße präsentiert – Ernie und Bert singen mit Stars | Erstveröffentlichung: 27. Januar 2017 mit Ernie & Bert                    |
| 2024 | Dieses Leben Sing meinen Song – Das Tauschkonzert, Vol. 11               | Erstveröffentlichung: 17. Mai 2024 Original: Juli                         |
| 2024 | Du bist anders Sing meinen Song – Das Tauschkonzert, Vol. 11             | Erstveröffentlichung: 17. Mai 2024 Original: Eko Fresh feat. Ender Balkir |
| 2024 | Hoch Sing meinen Song – Das Tauschkonzert, Vol. 11                       | Erstveröffentlichung: 17. Mai 2024 Original: Tim Bendzko                  |
| 2024 | Hoch Sing meinen Song – Das Tauschkonzert, Vol. 11                       | Erstveröffentlichung: 17. Mai 2024 mit Tim Bendzko                        |
| 2024 | Ist da jemand? Sing meinen Song – Das Tauschkonzert, Vol. 11             | Erstveröffentlichung: 17. Mai 2024 Original: Broilers                     |
| 2024 | Roter Sand Sing meinen Song – Das Tauschkonzert, Vol. 11                 | Erstveröffentlichung: 17. Mai 2024 Original: Emilio Sakraya               |
| 2024 | So bist du Sing meinen Song – Das Tauschkonzert, Vol. 11                 | Erstveröffentlichung: 17. Mai 2024 Original: Peter Maffay                 |
| 2024 | Zwischen den Zeilen Sing meinen Song – Das Tauschkonzert, Vol. 11        | Erstveröffentlichung: 17. Mai 2024 mit Eva Briegel                        |

| Jahr | Titel Soundtrack zu               | Anmerkungen                                                |
| ---- | --------------------------------- | ---------------------------------------------------------- |
| 2008 | Change 96 Hours                   | Erstveröffentlichung: 26. September 2008 feat. Lupe Fiasco |
| 2009 | Stranger in This Land Wüstenblume | Erstveröffentlichung: 14. September 2009                   |
| 2021 | Use Me Contra                     | Erstveröffentlichung: 28. Oktober 2021                     |

## Promoveröffentlichungen
| Jahr | Titel Album                                                            | Anmerkungen                                                   |
| ---- | ---------------------------------------------------------------------- | ------------------------------------------------------------- |
| 2001 | D-E-N-A-L-A-N-E –                                                      | Erstveröffentlichung: 2001                                    |
| 2003 | Torch of Freedom Infracom! Presents re:jazz                            | Erstveröffentlichung: Oktober 2003 re:jazz feat. Joy Denalane |
| 2016 | Hologramm Gleisdreieck                                                 | Erstveröffentlichung: 16. Dezember 2016                       |
| 2024 | Hoch Sing meinen Song – Das Tauschkonzert, Vol. 11 (Sampler)           | Erstveröffentlichung: 30. April 2024 Original: Tim Bendzko    |
| 2024 | Ist da jemand? Sing meinen Song – Das Tauschkonzert, Vol. 11 (Sampler) | Erstveröffentlichung: 7. Mai 2024 Original: Broilers          |
| 2024 | So bist du Sing meinen Song – Das Tauschkonzert, Vol. 11 (Sampler)     | Erstveröffentlichung: 15. Mai 2024 Original: Peter Maffay     |

## Statistik

### Chartauswertung
|                     | DE    | AT    | CH    |
| ------------------- | ----- | ----- | ----- |
| Nummer-eins-Alben   | DE—DE | AT—AT | CH—CH |
| Top-10-Alben        | DE6DE | AT—AT | CH1CH |
| Alben in den Charts | DE8DE | AT5AT | CH6CH |

|                       | DE    | AT    | CH    |
| --------------------- | ----- | ----- | ----- |
| Nummer-eins-Singles   | DE1DE | AT—AT | CH—CH |
| Top-10-Singles        | DE2DE | AT1AT | CH—CH |
| Singles in den Charts | DE9DE | AT2AT | CH4CH |

### Auszeichnungen für Musikverkäufe
Anmerkung: Auszeichnungen in Ländern aus den Charttabellen bzw. Chartboxen sind in ebendiesen zu finden.
| Land/RegionAuszeichnungen für Musikverkäufe (Land/Region, Auszeichnungen, Verkäufe, Quellen) | Gold     | Platin | Verkäufe | Quellen           |
| -------------------------------------------------------------------------------------------- | -------- | ------ | -------- | ----------------- |
| Deutschland (BVMI)                                                                           | 2× Gold2 | —      | 250.000  | musikindustrie.de |
| Insgesamt                                                                                    | 2× Gold2 | —      |          |                   |